# Gornoslav, Plovdiv
Gornoslav (în bulgară Горнослав) este un sat în comuna Asenovgrad, regiunea Plovdiv,  Bulgaria. 

## Demografie
Componența etnică a satului Gornoslav
     Bulgari (98,03%)
     Nicio identificare (1,96%)
     Altele (0%)
La recensământul din 2011, populația satului Gornoslav era de 102 locuitori. Din punct de vedere etnic, majoritatea locuitorilor (98,03%) erau bulgari. Pentru 1,96% din locuitori nu este cunoscută apartenența etnică.